# Burgstall am Lohberg
Der Burgstall am Lohberg ist eine abgegangene Höhenburg auf dem namensgebenden Lohberg, etwa 1500 Meter ostnordöstlich von Gunzendorf, einem Ortsteil der oberfränkischen Gemeinde Buttenheim im Landkreis Bamberg in Bayern. Über die Geschichte der Burganlage ist nichts bekannt.

## Beschreibung
Die Burgstelle liegt auf einem nach Südwesten vorstoßenden Sporn des Lohberges bei 440 m ü. NHN, auf halber Hanghöhe des Kautschenberges. Sie ist dadurch von Natur aus an drei Seiten durch Steilabfall des Geländes geschützt, nur an der Nordostseite musste die Anlage stärker befestigt werden, da dort das Vorgelände der Burg einige Höhenmeter bis zum Gipfelpunkt des über 500 Meter hohen Kautschenberges ansteigt.
Das zweiteilige Burggelände weist etwa die Form eines Rechtecks auf, es wird durch einen Abschnittsgraben mit Außenwall in ein kleineres Areal an der Spornspitze und in ein, wohl als Vorburg genutztes Gelände, an der Bergseite geteilt. Die beiden Seiten nach Nordwesten und Südosten werden zusätzlich zum steilen Hangabfall durch eine Berme geschützt. Die gefährdetste Seite im Nordosten riegelt ein heute noch bis zu drei Meter tiefer Halsgraben ab, der bis zu den beiden Hangkanten reicht. Dort befinden sich zwei Abraumhügel.
Der Burgstall ist als Bodendenkmal D-4-6132-0093 „Mittelalterlicher Burgstall“ vom Bayerischen Landesamt für Denkmalpflege erfasst.